# Tomb Raider
|  | Aquest article tracta sobre la sèrie de videojocs. Si cerqueu veure la informació del videojoc, vegeu «Tomb Raider (1996)». |

Tomb Raider és una sèrie de videojocs, comics, novel·les i pel·lícules que se centren en les aventures de l'arqueòloga britànica Lara Croft.
Els sis primers jocs de la sèrie van ser desenvolupats per Core Design, i els dos últims per Crystal Dynamics. Tots els jocs han sigut publicats per Eidos Interactive. En les dues pel·lícules, Lara Croft: Tomb Raider i Lara Croft Tomb Raider: The Cradle of Life, la actriu que ha fet de Lara Croft ha sigut l'americana Angelina Jolie. Entre tots els videojocs s'han venut més de 30 milions de còpies, cosa que fa que hagi sigut una de les sèries de videojocs més venudes. El joc del qual se'n va vendre més copies va ser Tomb Raider II, que va vendre més de 8 milions de còpies. Tots els jocs tenen una certa retirada a les aventures de l'Indiana Jones.

## Lara Croft
Aquest personatge fictici, és la protagonista principal de tota la sèrie. En les seves aventures, l'arqueòloga britànica es dedica a recórrer el món a la cerca de tresors.
Va ser creada pel dissenyador Toby Gard, qui fart de la típica imatge del macho male va decidir crear una dona. Tot i que la idea no va ser gaire ben rebuda al principi pel seu superior, al final va haver d'acceptar.
La forma de vestir més usual, i també la més clàssica, amb què apareix la Lara, és amb una samarreta sense mànigues verda ajustada, uns pantalons molt curts de color marró, un cinturó negre amb dues fundes per a les pistoles, i unes botes. Un tret també molt característic seu és una llarga trena de color castany. Al llarg de la sèrie la Lara va patint lleugers canvis físics tals com una cara més treballada, pits més grans (i després més petits) i cabell que es mou lliurement.
També hi ha hagut diverses persones que han representat a la Lara Croft. Per una banda hi ha l'actriu Angelina Jolie que l'ha representat a les dues pel·lícules, i per una altra diverses models que l'han representat de forma oficial. A destacar hi ha la Nell McAndrew que va ser la acrtiu més notable, i la Rhona Mitra que la va representar durant el principi de l'èxit de la Lara.
Dotze anys després de la sortida del primer joc, la Lara és encara ara un dels protagonistes de videojoc més reconegut. Tot i que alguns la veuen com una feminista i d'altres com un símbol sexista, l'impacte que ha tingut sobre la cultura popular és inegable.

## Llista de jocs

### Jocs principals
- Tomb Raider (1996) (1996) - Sega Saturn, PlayStation, MS-DOS, N-Gage, Pocket PC, Mac
  - Tomb Raider: Shadow of the Cat & Unfinished Business (1998) - gold edition -edició d'or- del Tomb Raider, Windows, Mac
- Tomb Raider II (1997) - PlayStation, PC, Mac,
  - Tomb Raider: The Golden Mask (1999) - gold edition -edició d'or- de Tomb Raider II, PC, Mac
- Tomb Raider III (1998) - PlayStation, PC, Mac
  - Tomb Raider: The Lost Artifact (2000) - PC, Mac - joc bonus comparable a les edicions d'or de I & II
- Tomb Raider: The Last Revelation (1999) - PlayStation, Dreamcast, PC, Mac
  - Tomb Raider: The Times Exclusive (1999) - PC - nivell bonus creat per Core i The Times per la celebració de l'aniversari del descobriment de la tomba de Tutankhamun's (equivalent a les edicions d'or)
- Tomb Raider Chronicles (2000) - PlayStation, Dreamcast, PC, Mac
  - Tomb Raider Level Editor - PC - La versió per a PC inclou un disc amb el Tomb Raider's Editor, equivalent a les edicions d'or.
- Lara Croft Tomb Raider: The Angel of Darkness (2003) - PlayStation 2, PC, Mac
- Tomb Raider: Legend (2006) - PlayStation 2, Xbox, Xbox 360, PC, PSP, GCN
  - Tomb Raider: Legend (2006) - una versió 2D per a la Game Boy Advance
  - Tomb Raider: Legend (2006) - una versió 2D per a la Nintendo DS
  - Lara Croft Tomb Raider: Legend (2006) - ExEn/Java
- Tomb Raider: Anniversary (2007) - PlayStation 2, Windows, Mac, PSP, Wii i Xbox 360
- Tomb Raider: Underworld (2008) - PlayStation 3, Xbox 360, Windows, PlayStation 2, NDS i Wii
- Tomb Raider (2013) - per a Windows, Xbox 360, PS3
- Rise of the Tomb Raider (2015) - per a Windows, Xbox 360, Xbox One, PS4
- Shadow of the Tomb Raider (2018) - per a Windows, Xbox One, PS4

### Altres jocs
- Tomb Raider (2000) - Game Boy Color
- Tomb Raider: Curse of the Sword (2001) - Game Boy Color
- Tomb Raider: The Prophecy (2002) - Game Boy Advance
- Tomb Raider: The Osiris Codex (2003) - ExEn/Java
- Tomb Raider: Quest for Cinnabar (2004) - ExEn/Java
- Tomb Raider: Elixir of Life (2004) - ExEn/Java
- Tomb Raider: Puzzle Paradox (2006) - ExEn/Java
- Lara Croft and The Guardian Of Light (2009) - Spin-Off descarregable per a PlayStation 3 mitjançant PlayStation Network, Xbox 360 mitjançant Xbox Live i Windows mitjançant Steam